# Mario Rossetto
Mario Eugenio Rossetto (Sanremo, 22 gennaio 1915 – San Donato Milanese, 9 maggio 2015) è stato un militare, manager e scrittore italiano. Ha prestato servizio come ufficiale nella Regia Marina durante la seconda guerra mondiale, ottenendo varie decorazioni al valor militare. Dopo l'armistizio dell'8 settembre 1943 ha aderito alla Repubblica Sociale Italiana entrando nella Marina Nazionale Repubblicana. Nel dopoguerra, pur reintegrato nei ruoli, lascia la vita militare.

## Le origini
Nipote di Fortunato Rossetto, maniscalco, (Mestre, 23 maggio 1842 – Mestre, 13 maggio 1909) e di Rosa Pellegrini, casalinga, (Mestre, 1 marzo 1846 – Mestre, 7 giugno 1899), figlio di Giuseppe Rossetto, commerciante di calzature (Mestre, 27 maggio 1887 – Imperia,  19 novembre 1967) e di Bianca Olindo, casalinga, (Carpasio, 1 novembre 1899- Imperia, 19 febbraio 1971), fratello di Fortunato Rossetto, autiere motociclista durante la guerra, (Carpasio, 27 agosto 1913 - Sanremo,  18 settembre  2003) dopo aver frequentato le scuole fino alla maturità entra in Accademia Navale nel 1933, Corso le Fiocine. Esce tra i primi del corso tre anni dopo. Da ufficiale ha avuto le seguenti destinazioni: incrociatore Armando Diaz; Nave Reale Savoia; Raimondo Montecuccoli; Battaglione Italiano in Cina, a Tientsin; cacciatorpediniere Vivaldi.

## La seconda guerra mondiale
Dopo lo scoppio del secondo conflitto mondiale, avendo conseguito la specializzazione in armi subacquee viene imbarcato sull'incrociatore M. Attendolo e successivamente effettua un periodo di addestramento con mezzi d’assalto (Maiali). Quindi, dopo un corso presso la Scuola Sommergibili, è destinato al sottomarino E. Tazzoli come ufficiale in 2ª del Comandante Carlo Fecia di Cossato. Il 22 gennaio del 1943, a 28 anni diventa il più giovane comandante nell'Atlantico, sul sommergibile G. Finzi con il quale effettua la missione di rifornimento a lunga distanza per un altro sommergibile, il Da Vinci, missione che consente al comandante dello stesso, Gianfranco Gazzana Priaroggia, di ottenere i maggiori risultati tra i sommergibilisti che, dalla base di Betasom, hanno preso parte alla battaglia dell'Atlantico. Dopo aver rifornito il Da Vinci e sulla strada del ritorno a Bordeaux affonda due piroscafi per un totale di oltre 9 mila tonnellate.
Lasciato il G. Finzi, nell'estate 1943 assume il comando dell' S.6, sommergibile di nuova costruzione che la Kriegsmarine aveva ceduto alla Regia Marina, visto che i battelli in dotazione a quest’ultima erano troppo vecchi. I nove sommergibili di classe S assegnati agli italiani l'8 settembre vengono bloccati a Danzica. Rossetto ed alti sei comandati italiani e la maggior parte dei loro equipaggi rientrano a Betasom per continuare la guerra con lo stesso schieramento.
Nel mese di marzo del 1944, ritorna in Italia per prendere il comando del Beilul, assegnato alla Marina dalla R.S.I. Il sommergibile è ancora in allestimento a Monfalcone dopo essere stato autoaffondato l’8 settembre 1943, ma un bombardamento anglo-americano lo colpisce distruggendolo. Quindi viene chiamato dal comandante Mario Arillo alla X Flottiglia Mas ed assume il comando dei reparti della Marina ancora presenti a La Spezia. Il giorno della fine del conflitto, si veste in borghese e a piedi raggiunge la Lunigiana. Da qui poi torna a Imperia Oneglia, dai genitori.

## Il dopoguerra
Dopo la guerra subisce un processo per avere militato nelle forze armate della Repubblica Sociale Italiana che si conclude senza condanna, con un reintegro nel ruolo. Ma poiché nel 1947 consegue la Laurea in Ingegneria civile all'Università degli Studi di Genova lascia la Marina con il grado di Capitano di corvetta.
A Genova nei due anni universitari conosce il pittore navale Rudolf Claudus che dipinge per lui e gli dona una tela raffigurante il salvataggio di uno dei naufraghi del piroscafo affondato dal G. Finzi, in Atlantico.
Dal 1947 fino al 1952, negli anni della ricostruzione, lavora presso uno studio di ingegneria ad Oneglia. Nel 1952 apre con un suo ex compagno del Corso Fiocine 1933-1936, il comandante Crosara, uno studio di ingegneria civile per la progettazione di strade a Roma. Nel 1956 viene assunto alla Saipem, gruppo Eni, a San Donato Milanese. Lavorerà in Italia, Austria, Svizzera, Medio Oriente, Marocco e Libia. Qui il collega ingegnere Alessandro Merli (Pontenure, 27 agosto 1924 - Rozzano, 27 marzo 2017) gli presenta la sorella Anna Merli (Pontenure, 21 febbraio 1923) che sposerà il 28 gennaio 1959. Nello stesso anno nasce Giuseppe (Milano, 8 dicembre) e l'anno dopo Gabriele (Lodi, 23 dicembre).

## Dagli anni '60 in poi
Nel 1962 la Saipem lo manda in Argentina come Direttore Tecnico dei lavori del gasdotto che attraversando la Patagonia, spinge il gas da Santa Cruz fino a Buenos Aires. Resta in Argentina con la famiglia per i successivi tre anni, poco prima della partenza nasce Biancaluisa (Buenos Aires, 19 aprile 1965). Dal 1965 al 1969 cambia un paio di aziende, la Sincat con la quale lavora nel 1967 a Siracusa e la Sirti. Nel 1969 diventa Direttore Tecnico della Montubi, consociata del Gruppo Dalmine e si ritrasferisce con la famiglia a San Donato Milanese. La Montubi nel 1975 lo nomina Amministratore Delegato di una joint venture con la azienda spagnola Dragados y Costrucciones, la Montubi-Dragados. Quindi, l'ultimo trasferimento della vita a Madrid con la famiglia. Nel 1980 va in pensione e torna in Italia, ma continua la sua attività fondando una piccola società di ingegneria con sede prima a Milano, poi a San Donato Milanese, la CTR ceduta nel 1995 al suo socio, l'ingegnere Nardi.

## La carriera di scrittore
Dal 1995 fino al 2000 si ritira da ogni attività lavorativa e si dedica alla lettura e alla raccolta di dati statistici relativi alle attività dei sommergibili italiani durante la guerra. La sua ottima memoria degli eventi bellici lo porta ad intrattenere rapporti epistolari con gli autori dei libri e degli articoli che legge per segnalare loro errori e discrepanze tra quanto riportato e quanto effettivamente accaduto e da lui vissuto in prima persona.
Nel 2000 decide di riscrivere il proprio diario della missione atlantica con il sommergibile G. Finzi, diario in cui aveva annotato minuziosamente tutto quello che era accaduto nei quarantacinque giorni di missione. Il diario viene pubblicato con il titolo Missione non attaccare! da Vittorelli nel 2002 ed in seconda edizione postumo da Mursia nel 2018.
Nel 2006 viene pubblicata la sua libera traduzione del libro portoghese Naufragi sempre da Vittorelli. Pubblicherà, questa volta con Mursia nel 2009 un'altra libera traduzione di una storia di marineria: Antonio De Faria Pirata Portoghese. La sua ultima fatica letteraria all'età di 95 anni, nel 2010, è L'Affondamento della Nave fantasma anche esso edito da Mursia.
Si spegne all'età di 100 anni il 9 maggio 2015.

## Onorificenze
Due Medaglie di bronzo al Valor Militare sul campo.
Una Croce di Guerra al V.M. e due Croci al Merito di Guerra.
Altre onorificenze
Ha ottenuto il Distintivo d'Onore per i Sommergibilisti, il Distintivo in Oro di Lunga Navigazione In Guerra sui Sommergibili, il riconoscimento delle Campagne di Guerra 1940-1943 e per la Guerra di Spagna 1936-1939. Gli sono state concesse le onorificenze di Cavaliere dell'Ordine della Corona d'Italia e Ufficiale dell'Ordine al Merito della Repubblica.

## Opere
- Missione non attaccare![collegamento interrotto], Mursia (originale: Vittorelli), 2018  [2002].
- L'affondamento della nave fantasma. Una storia vera di guerra, Mursia, 2010.